# Druzjnjanka
Druzjnjanka (ryska: Дружнянка) är ett vattendrag i Belarus.   Det ligger i voblasten Vitsebsks voblast, i den norra delen av landet, 180 km norr om huvudstaden Minsk.
Trakten runt Druzjnjanka består till största delen av jordbruksmark. Runt Druzjnjanka är det glesbefolkat, med 19 invånare per kvadratkilometer.